# Villars-Saint-Georges
Villars-Saint-Georges település Franciaországban, Doubs megyében. Lakosainak száma 283 fő (2022. január 1.). Villars-Saint-Georges Roset-Fluans, Byans-sur-Doubs, Fourg, Osselle-Routelle és Courtefontaine községekkel határos.

## Népesség
A település népessége az elmúlt években az alábbi módon változott:
| Lakosok száma | 134  | 143  | 153  | 231  | 254  | 265  | 273  | 280  | 284  | 283  |
|               | 1968 | 1982 | 1990 | 2006 | 2013 | 2015 | 2017 | 2019 | 2020 | 2022 |